# Marooned
Marooned è un brano musicale del gruppo musicale britannico Pink Floyd, quarta traccia del quattordicesimo album in studio The Division Bell, pubblicato il 28 marzo 1994 dalla EMI.
Il brano è stato premiato nel 1995 con un Grammy Award come miglior brano strumentale.

## Struttura
Composto da Richard Wright e David Gilmour, il brano è interamente strumentale e si apre inizialmente con versi di gabbiani e altri suoni poco scanditi a cui fa seguito la tastiera. Dopo circa trenta secondi entra la chitarra, che esegue un assolo lento, caratterizzato da note acute, accompagnata dal tappeto di tastiere e dal piano, che si limita a suonare semplici accordi. Attorno alla metà del terzo minuto anche la batteria fa la sua comparsa nel brano, ma l'assolo non subisce variazioni particolari. L'accordo finale è collegato all'inizio di A Great Day for Freedom.

## Esecuzioni dal vivo
Il brano è stato suonato in soltanto due date del Division Bell World Tour nel 1994. Nell'edizione in DVD del concerto è stato inserito tra i contenuti extra, dove l'assolo è leggermente modificato rispetto alla versione in studio. David Gilmour ha eseguito il brano durante il concerto per il 50º anniversario della Fender Stratocaster nel 2004. Il brano è presente nell'ultimo tour solista di David Gilmour "Luck and strange", suonato in tutte le date del tour mondiale del 2024.